# جرم سیاسی
در جُرم‌شناسی جُرم سیاسی به اعمالی گفته می‌شود که انجام آن‌ها با منافع یک دولت یا ساختار سیاسی حاکم، در تضاد است و به‌این دلیل جُرم انگاشته می‌شوند. جرم سیاسی مقوله‌ای متفاوت از جرم دولتی است که به قانون‌شکنی دولت‌ها در قبال قوانین کیفری داخلی یا بین‌المللی اشاره می‌کند.

## در ایران
در دوران پهلوی جرم سیاسی تعریف مشخصی نداشت و اتهام‌هایی که ماهیت سیاسی داشتتند در دادسرای نظامی رسیدگی می‌شدند. بلاتکلیفی جرم‌های سیاسی تا ۳۷ سال پس از روی‌کار آمدن نظام جمهوری اسلامی ایران هم ادامه داشت تا این‌که در بهمن ۱۳۹۴ مجلس ایران برای اولین بار پس از انقلاب ۱۳۵۷، قانون جُرم سیاسی را در شش ماده تصویب کرد و در اردیبهشت ۱۳۹۵ شورای نگهبان با اصلاحاتی مصوبهٔ مجلس را تأیید کرد.
طبق این قانون مواردی مانند توهین یا افترا به رؤسای سه قوه و مجمع تشخیص مصلحت نظام و نمایندگان مجلس، به این شرط که «با انگیزهٔ اصلاح امور کشور و بدون ضربه زدن به اصل نظام» صورت گرفته باشند جرم سیاسی هستند. از نکات مثبت این طرح این است که مقرر کرده متهمان سیاسی نه در دادگاه انقلاب که در دادگاه‌های عمومی محاکمه شوند. با این وجود از زمان تصویب این قانون و ابلاغ آن، تاکنون هیچ پرونده‌ای با عنوان «جرم سیاسی» تشکیل و رسیدگی نشده‌است. در ایران معمولا متهمان دارای جرم‌های سیاسی را «امنیتی» تلقی می‌کنند و مواردی مانند توهین به مقدسات یا اهانت به رهبر ایران جُرم امنیتی محسوب می‌شوند.